# Kyrill-Alexander Schwarz
Kyrill-Alexander Schwarz (* 31. Juli 1968 in West-Berlin) ist ein deutscher Jurist und Hochschullehrer. Er ist Inhaber einer Lehrprofessur für Öffentliches Recht an der Julius-Maximilians-Universität Würzburg und Mitautor des Kommentars zum Grundgesetz von Huber–Voßkuhle (vormals v. Mangoldt–Klein–Starck).

## Leben
Von 1988 bis 1994 studierte Schwarz Rechtswissenschaften an der Freien Universität Berlin und der Georg-August-Universität Göttingen, wo er 1995 mit magna cum laude promoviert wurde. Von 1996 bis 1997 war er Wissenschaftlicher Mitarbeiter am Niedersächsischen Staatsgerichtshof in Bückeburg. Nach dem  Zweiten Staatsexamen im Jahr 1997 begann er am Lehrstuhl von  Hans H. Klein in Göttingen mit Forschungen zum  Habilitationsprojekt „Vertrauensschutz als Verfassungsprinzip“ und erhielt dafür ein Stipendium der Deutschen Forschungsgemeinschaft. 2001 wurde ihm mit der Habilitation die Venia legendi für Öffentliches Recht und Europarecht erteilt. 
Neben Lehrstuhlvertretungen an den Universitäten Bielefeld (WS 2001/2002), Potsdam (WS 2003/2004 und SS 2004), Bochum (WS 2006/2007) und Göttingen (WS 2007/2008) und Gastdozenturen an der EuroFakultät der Universität Kaliningrad (2002 und 2004) sowie am Deutsch-Chinesischen Institut für Rechtswissenschaft in  Nanjing (2003 für den DAAD) hatte er Lehraufträge an den Universitäten Göttingen und Würzburg. 
Von 2004 bis 2006 war er Wissenschaftlicher Mitarbeiter beim Bundesverfassungsgericht, von 2008 bis 2010 Referatsleiter für „Grundsatzfragen der Verfassung“ in der Staatskanzlei des Landes Nordrhein-Westfalen.
2010 wurde er an der Julius-Maximilians-Universität Würzburg auf eine Lehrprofessur für Öffentliches Recht berufen.
Bei den Kontroversen um Schächten und Knabenbeschneidung vertrat er bei der Güterabwägung zwischen Tierschutz bzw. körperlicher Unversehrtheit einerseits und der Religionsfreiheit andererseits die Position, dass dieser hier unter gewissen Voraussetzungen Vorrang zu gewähren sei.
Im Kampf gegen politischen Extremismus in Deutschland hat das Bundesministerium des Innern, für Bau und Heimat (BMI) den Expertenkreis Politischer Islamismus gegründet, dem Schwarz seit 15. Juni 2021 angehört.
Schwarz ist verheiratet und hat zwei Kinder.

## Publikationen (Auswahl)
- Finanzverfassung und kommunale Selbstverwaltung: Ein Beitrag zur Frage der Finanzierung kommunaler Aufgaben (= Studien und Materialien zur Verfassungsgerichtsbarkeit. Band 67). Nomos, Baden-Baden 1996 (Dissertation, Universität Göttingen, 1995).
- Staatsgarantie für kommunale Verbindlichkeiten bei „faktischem Konkurs von Kommunen“ (= Kommunalrecht – Kommunalverwaltung. Band 26). Nomos, Baden-Baden 1998.
- Vertrauensschutz als Verfassungsprinzip: Eine Analyse des nationalen Rechts, des Gemeinschaftsrechts und der Beziehungen zwischen beiden Rechtskreisen (= Studien und Materialien zur Verfassungsgerichtsbarkeit. Band 87). Nomos, Baden-Baden 2002 (Habilitationsschrift, Universität Göttingen, 2001).
- Das Spannungsverhältnis von Religionsfreiheit und Tierschutz am Beispiel des „rituellen Schächtens“ (= Studien und Materialien zur Verfassungsgerichtsbarkeit. Band 97). Nomos, Baden-Baden 2003.
- Art. 106, 111–114, 143, in: Mangoldt/Klein/Starck (Hrsg.): Kommentar zum Grundgesetz. 6. Auflage. Vahlen, München 2010.
- mit Hans-Peter Schneider (Hrsg.): Parlamentarische Opposition zwischen Effektivität und Egalität. Dokumentation des Verfahrens über Oppositions- und Minderheitenrechte vor dem Bundesverfassungsgericht. Nomos, Baden-Baden 2017, ISBN 978-3-8452-8155-1.
- mit Mario Winzek: Aufenthalts- und Asylrecht. C. F. Müller, Heidelberg 2019, ISBN 978-3-8114-9172-4.
- Verfassungsprozessrecht. C. H. Beck, München 2021, ISBN 978-3-406-77999-2.
- mit Niko Härting (Hrsg.): Corona im Rechtsstaat. Gespräche über ein Virus und seine Auswirkungen auf die Gesellschaft – von April 2020 bis Dezember 2020. Erich-Schmidt-Verlag, Berlin 2021, ISBN 978-3-503-20593-6.